# Большая (река, Сахалин)
Большая — река на острове Сахалин. Впадает в залив Байкал, часть Сахалинского залива. Протекает по территории Охинского городского округа. Берёт начало на высоте 100 м над уровнем моря западнее горы Обрывистая. Длина — 97 км, площадь водосборного бассейна — 1160 км². Общее направление течения реки с юго-востока на северо-запад.

## Притоки
Объекты перечислены по порядку от устья к истоку.
- 3,6 км: Глухарка
- 9 км: Березовка
- 45 км: Большая Юхта
- 46 км: Большой Чёрный Ключ
- 59 км: Черная
- 70 км: Булкунар
- 84 км: Большой Ключ

## Данные водного реестра
По данным государственного водного реестра России относится к Амурскому бассейновому округу.
Код объекта в государственном водном реестре — 20050000212118300010011.